# Center Sandholm
 Denne artikel omhandler Center Sandholm. Opslagsordet har også en anden betydning, se Sandholm.
Center Sandholm, også kaldet Sandholmlejren, er en tidligere kaserne, der er Danmarks største asylcenter. Centeret ligger på adressen Sandholmgårdsvej 40, 3460 Birkerød, Allerød Kommune. Centeret drives af Dansk Røde Kors. Det fungerer både som modtage- og børnecenter, dvs. både for nyankomne asylansøgere og for mindreårige, uledsagede asylansøgere.
Adskilt fra Røde Kors' faciliteter rummer Sandholm også en afdeling af Udlændingestyrelsen (tidligere Udlændingeservice) og Nordsjællands Politis Udlændingecenter Nordsjælland. I nogle af bygningerne der hører til den tidligere kaserne ligger Ellebæk , som er kriminalforsorgens institution for frihedsberøvede asylansøgere.

## Historie
Kasernen er opført sammen med mange andre sjællandske kaserner efter Hærloven af 1909 i tiden 1909-12 ved arkitekt Viggo A. Thalbitzer og senere udvidet. I 1945 blev tvangsevakuerede tyske flygtning holdt i lejren, under tilsyn og bevogtning, indtil bortsendelse kunne finde sted.
Fra 1945-85 husede Sandholmlejren Den Kongelige Livgarde.
I 1985 overtog Dansk Røde Kors Sandholmlejren, der 2. januar 1986 åbnede som modtage- og udrejsecenter. Her bor cirka 600 asylansøgere, der enten søger asyl eller har fået afslag og skal forlade Danmark.
1. oktober 1989 overtog Kriminalforsorgen brugsretten til de første bygninger i Sandholmlejren til brug for asylansøgere. Lejren hørte under Københavns Fængsler indtil 2005.

## Faciliteter
Center Sandholm huser omkring 500 beboere. Der er tre typer beboelse: en bygning med familieværelser med eget bad og toilet, to bygninger med 4 personers-værelser og fælles bad og toiletter på gangen, og desuden 6 nyopførte bygninger med dobbeltværelser med eget bad og toilet. Der er desuden vaskeri, cafeteria, sundhedsklinik, beboertelefoner og forskellige beboerstyrede aktiviteter som systue, infocafé, kvindegruppe og cykelværksted. Beboerne kan enten spise i centrets cafeteria eller få udbetalt penge til selv at lave mad.
Nyankomne asylsøgere får tilbudt et kort kursus i dansk og viden om Danmark til hverdagsbrug. Der formidles endvidere interne arbejdspladser i Center Sandholm.
Skolepligtige børn går i Dansk Røde Kors’ skole i Lynge eller i de lokale folkeskoler. I Center Sandholm er der desuden legestue for de mindre og klub for de større børn.

## Demonstration
Den 25. oktober 2008 samlede aktionen Luk Lejren over tusind demonstranter, der samlet gik fra Allerød station til Sandholmlejren. Demonstrationens formål var at "lukke Sandholmlejren og demonstrere mod den racisme lejren er en del af". Demonstrationen var annonceret som "konfrontativ, men ikke-voldelig", men det var samtidig planlagt at klippe en del af lejrens hegn i stykker og ødelægge "kontrolposter". På aktionens hjemmeside blev deltagerne opfordret: "Brug din fantasi: Kravl op på tagene, sæt kontrolposten ud af funktion, medbring bannere og stencils, balloner og graffiti og flag og knibtænger."
 

Efter demonstrationstog fra Allerød Station til Sandholmlejren skulle der være musik og taler, hvorefter det var planlagt at demonstranterne skulle dele sig op i en lovlig og en ulovlig del. Den mindre gruppe demonstranter skulle angribe hegnet. Aktionens hjemmeside meddelte på forhånd:
"På et tidspunkt vil aktivister, der vil være med til at klippe eller hive hegnet ned, bryde ud af hoveddemonstrationen og begynde den civile ulydighedsbaserede del af aktionen. Det vil blive signaleret tydeligt, når denne del af aktionen begynder."
Dette blev signaleret med lilla faner, og det blev råbt i megafoner at den ulovlige del af demonstrationen skulle følge de aktivister, som løb forrest med fanerne. Politiet havde opstillet et plastichegn foran lejren for at forhindre demonstranterne i at komme hen til selve lejrens trådhegn. Da de ca. 200 maskerede aktivister forcerede det midlertidige hegn og angreb trådhegnet, blev de drevet tilbage af politiet, som brugte tåregas. Ifølge Jyllands-Posten optrådte en del af de anholdte meget provokerende over for politiet, muligvis for at aflede politiets opmærksomhed fra andre aktivister.
Arrangørerne af demonstrationen har anklaget politiet for politivold, men samtidig erklæret at aktionen var en succes, fordi det lykkedes at ødelægge dele af hegnet. Politiet har afvist anklagerne og hævdet at tåregassen var det mildeste magtmiddel i situationen, og at de blev angrebet af demonstranterne.

### Sabotage mod S-bane
Demonstrationen var to timer forsinket, fordi størsteparten af deltagerne kom med S-toget fra København. Et signalkabel ved Lyngby Station blev klippet over ca. kl. 10.45, hvorved S-togsdriften blev indstillet i nogle timer. En gruppe ved navn "Traingang", som formodes at være højreekstremister, har taget ansvaret for aktionen.

### Kritik
En asylsøger i Sandholm appellerede via en Facebook-gruppe om at aktionen blev afblæst, fordi de fleste beboere var bekymrede og var kommet til Danmark for at søge beskyttelse mod krig og vold. Centerleder Jørgen Chemnitz fra Dansk Røde Kors fortalte at beboerne var utrygge, især familier med børn. Familierne var derfor blevet tilbudt at opholde sig andensteds, mens demonstrationen fandt sted. En talsmand for aktionen Luk Lejren beskyldte forud for demonstrationen Dansk Røde Kors for at piske en stemning op.
Ungdommens Røde Kors opfordrede folkene bag Luk Lejren til at engagere sig i asylpolitikken ved frivilligt arbejde i asylcentrene, hvilket en talsmand for Luk Lejren dog afviste.
Kritikere har bemærket, at beboerne i Center Sandholm frit kan gå ind og ud gennem porten, hvorfor der ikke burde være nogen grund til at klippe hul i hegnet. Portkontrollen forhindrer derimod uvedkommende i at komme ind, da man tidligere har haft problemer med prostituerede og narkohandlere.